# 小倉事件
小倉事件（おぐらじけん）とは、延宝9年（天和元年・1681年）に霊元天皇が皇位継承を巡って第1皇子である一宮（後の済深法親王）を強引に出家させてその外戚に当たる小倉家一族を粛清した事件。

## 経過
霊元天皇の正妃である女御（後に中宮）鷹司房子には男子がなかった。そこで当時院政を敷いていた後水尾法皇と江戸幕府との間には、万が一鷹司房子に男子が生まれないまま天皇が崩御した場合には小倉実起の娘（中納言典侍・実名不詳）が生んだ第1皇子である一宮が継承するという合意が密かにできており、天皇や摂関家などの有力公家の合意を取り付けていた。
ただし、法皇や江戸幕府の本意はあくまでも鷹司房子が男子を出生して、その子が皇位を継ぐことであった。そのため、法皇も幕府も当初は一宮の皇位継承には否定的であった。寛文11年（1671年）には懐妊中の中納言典侍を房子への嫉妬を理由に宮中から退出させ、翌寛文12年（1674年）には朝廷の武家伝奏と幕府の禁裏附の間で一宮を後継者としない合意を結んでいた。しかし、寛文13年（1673年）に房子が生んだのは皇女（栄子内親王）であり、結局は皇子が生まれることは無かったのである。一宮継承に関する合意は寛文12年の合意を覆すものであった。
当時、奥（後宮）の実務責任者であった典侍の定員は4名であった。しかし、藤大内侍は天皇の子を懐妊した（憲子内親王を生む）ことで幕府の怒りを買って退出させられ、中納言典侍も前述の通り退出させられ、更に典侍の中でも後光明天皇の時代から仕えていた大典侍（小倉公根の娘）も中納言典侍の大叔母であるために法皇から事実上責任を取らされる形で退出させられた。このため、典侍が高齢の大納言典侍（四辻季継の娘）1名となり、奥の運営に支障を来すことになった。京都所司代や禁裏附は、後水尾法皇の正妃であった東福門院に後任の推挙を求めたが、元々大典侍の推薦者であった東福門院は大典侍への仕打ちに反発して後任の推挙を拒否した。また、法皇や武家伝奏も新しい典侍が天皇の寵愛を受ける事態を恐れて後任の補充に消極的であった。結局、典侍が補充されないことを知った霊元天皇はこれに憤って、自ら後任の内侍探しにあたり、武家伝奏や禁裏附への相談をせず松木宗子を独断で典侍に任命した。しかし、この任命には反対も多く、正式な典侍として認められなかった宗子は「おいは（おいわ）」という仮称で呼ばれることになった。そして、周囲の危惧は的中し、天皇の寵愛を受けた宗子は天皇の子を懐妊した。
延宝3年（1674年）9月、松木宗子は第4皇子である五宮（後に朝仁親王と命名、後の東山天皇）が誕生すると、天皇は当時4歳の一宮よりも五宮に皇位を継がせたいと考えるようになる。近衛基熙は武家伝奏の花山院定誠が天皇を唆したと疑う記述を残している（『基煕公記』延宝9年9月18日条）が、前述の通り、五宮の生母である松木宗子が周囲の意向に関わりなく、自らの意思で選択した典侍であり、彼女やその子供に対する愛情は他に比べて格別のものであった可能性がある。また、一宮の生母である中納言典侍が皇子誕生以来「身上がよくない」ことを理由に実家に戻ったままになっていることも、天皇に不満を抱かせていた（天皇の子を懐妊した藤大内侍や中納言典侍の復帰には京都所司代が反対して圧力がかかっていたと考えられている）。
延宝6年（1677年）、天皇は幕府の意向を確かめるべく江戸に使者を派遣するが、当時の将軍徳川家綱は法皇とその正妃東福門院（家綱の叔母）の同意のないこの提案には反対した。
しかし、この年に東福門院が死去し、3年後に後水尾法皇と家綱が相次いで病死すると、天皇は大覚寺にいた異母兄・性真法親王に一宮の弟子入りを、新将軍徳川綱吉には一宮の出家と五宮への皇位継承の承諾を求める勅使を出した。法親王は当初は反対したものの押し切られ、綱吉は就任早々の朝廷との関係悪化を嫌ってこれを承諾した。
そして、延宝9年4月に一宮の大覚寺入りが正式に決定される。だが、外祖父にあたる小倉実起はこれに反対して、一宮を自邸に匿ってしまう。その後も天皇は小倉家に決定の履行を迫るが小倉家側はこれを拒んだ。
9月16日、勅使阿野季信は小倉邸に赴き、直ちに一宮を参内させて天皇に出家の挨拶をするようにという趣旨の勅命を伝えるが、小倉実起はこれを拒絶、翌17日に再度訪れた阿野は一宮を連れ出そうとするも、事の異常さに気付いた一宮に感づかれて失敗に終わった。
これに激怒した天皇は阿野を閉門処分にして、宮中警護の武士を小倉邸に派遣して同邸を制圧、一宮を飛鳥井雅豊邸に幽閉した上、幕府に対し小倉実起への処分を要請した。綱吉は小倉の勅命違反の事実を重視して、小倉実起と嫡男の公連、その弟の竹淵季件を佐渡へと流刑を命じ、藪家や中園家といった小倉家の同族に対しても逼塞を命じた（なお、この処分が決定する直前に天和への改元が以前からの予定通りに実施されている）。
ところが、この事態に後水尾法皇の側近であった左大臣近衛基熙と権大納言中院通茂が天皇に激しく抗議した。特に以前武家伝奏として皇位継承問題に関与していた中院は天皇本人を前にして後水尾法皇と前将軍家綱が崩御・死去してから1年余りでその意向をひっくり返した天皇と綱吉を公然と罵ったのである。更に性真法親王もこの事態に驚いて一宮弟子入りの拒絶を通告してきた。なお、11月9日、「おいは（おいわ）」と呼ばれていた五宮の生母・松木宗子が正式に典侍に任ぜられて大納言典侍と称された（『お湯殿上の日記』それまで大納言典侍であった四辻季継の娘が大典侍に昇進したことに連動したものか）。
だが、霊元天皇は年が明けて天和2年（1682年）に入ると、積極的に行動に出る。2月14日、空席になっていた関白の後任に左大臣近衛基熙ではなく、それより下位の右大臣一条冬経を任命する。続いて、3月25日には五宮の次期皇位継承者（儲君）と鷹司房子の中宮擁立が発表され、その一方で8月16日に一宮を大覚寺の代わりに勧修寺に入れて出家させた。その後、一宮は10月25日に親王宣下を受け、10月28日に正式に得度している。12月2日には五宮の親王宣下が行われて「朝仁親王」の名が与えられ、翌3年（1683年）2月9日には中世以来断絶していた立太子礼が行われて朝仁親王が正式に皇太子に立てられた。これは、崇光天皇の皇太子直仁親王（正平一統の際に南朝軍に捕えられて廃位）以来三百数十年ぶりの立太子であった。
貞享元年（1684年）、小倉実起・公連父子が佐渡にて相次いで病死、さすがの霊元天皇もこれを憐れんで、翌年に竹淵季件を赦免、小倉熙季と改名させて小倉家の再興を許した。
だが、貞享4年（1687年）に中院通茂が先年の暴言の事実と皇太子への悪意の疑いで追放され（ただし、後年許されて霊元上皇と東山天皇の推挙で幕府から加増を受けている）、直後に朝仁親王（東山天皇）への譲位と院政開始を宣言する。ここに至って近衛基熙や江戸幕府は、霊元天皇による五宮擁立の真意が皇子可愛さだけではなく、院政を開始して摂家や幕府の干渉を排して思いのままの政治を行うための長期計画の一環であり、すぐに成人を迎えてしまう年長の一宮に皇位を譲ることが不都合であったからであったことに気付くのである。
以後、院政を展開しようとする霊元上皇とこれを阻もうとする近衛基熙や江戸幕府との長い確執が始まることになる。